# Handiganur, Belgaum
Handiganur là một làng thuộc tehsil Belgaum, huyện Belgaum, bang Karnataka, Ấn Độ.